# Josef Vodák
Josef Vodák (19. března 1927 Slatina nad Zdobnicí - 13. prosince 2018 Hradec Králové) byl český hudební skladatel, pedagog, varhaník a sbormistr.

## Život
V letech 1945–1950 studoval na pražské konzervatoři u Emila Hlobila. Ve studiu pokračoval na Akademii múzických umění v Praze u Pavla Bořkovce. Absolvoval v roce 1954 1. klavírním koncertem. Byl členem Českého pěveckého sboru vedeného zakladatelem sboru Janem Kühnem (dnes Pražský filharmonický sbor). V roce 1958 se stal hudebním režisérem Československé televize v Praze.
Po invazi vojsk Varšavské smlouvy do Československa emigroval v roce 1969 do Spojených států amerických, kde se usadil ve státě Washington ve městě Seattle. Získal americké občanství a působil jako varhaník, sbormistr a hudební pedagog. V roce 1997 se vrátil do Čech, do rodné vísky Slatiny nad Zdobnicí. Od roku 2002 žil v Hradci Králové v partnerském vztahu se sboristkou smíšeného pěveckého sboru Smetana Danou Svobodovou.
Od svého návratu z USA do České republiky spolupracoval s Filharmonií Hradec Králové, s dirigentem Josefem Zadinou a jeho chrámovým smíšeným pěveckým sborem v chrámu sv. Ducha v Hradci Králové. V roce 2014 Český rozhlas Plzeň natočil 3. Klavírní koncert Josefa Vodáka s klavírním virtuosem Danielem Wiesnerem.

## Dílo
Ve svém hudebním díle vycházel z tradic české a evropské hudby 20. století.
- Moji přátelé (písňový cyklus, 1951)
- 1. klavírní koncert (1954)
- Smyčcový kvartet (1955)
- Scherzo pro symfonický orchestr (1955)
- Fantasie pro violu a orchestr (1956)
- Duo pro housle (1958)
- Symfonie pro velký orchestr (1958)
- Sonáta pro housle a klavír (1960)
- Miniatury pro dechový orchestr a tympány (1961)
- Dramatická suita pro symfonický orchestr (1962)